# 佐鳴湖

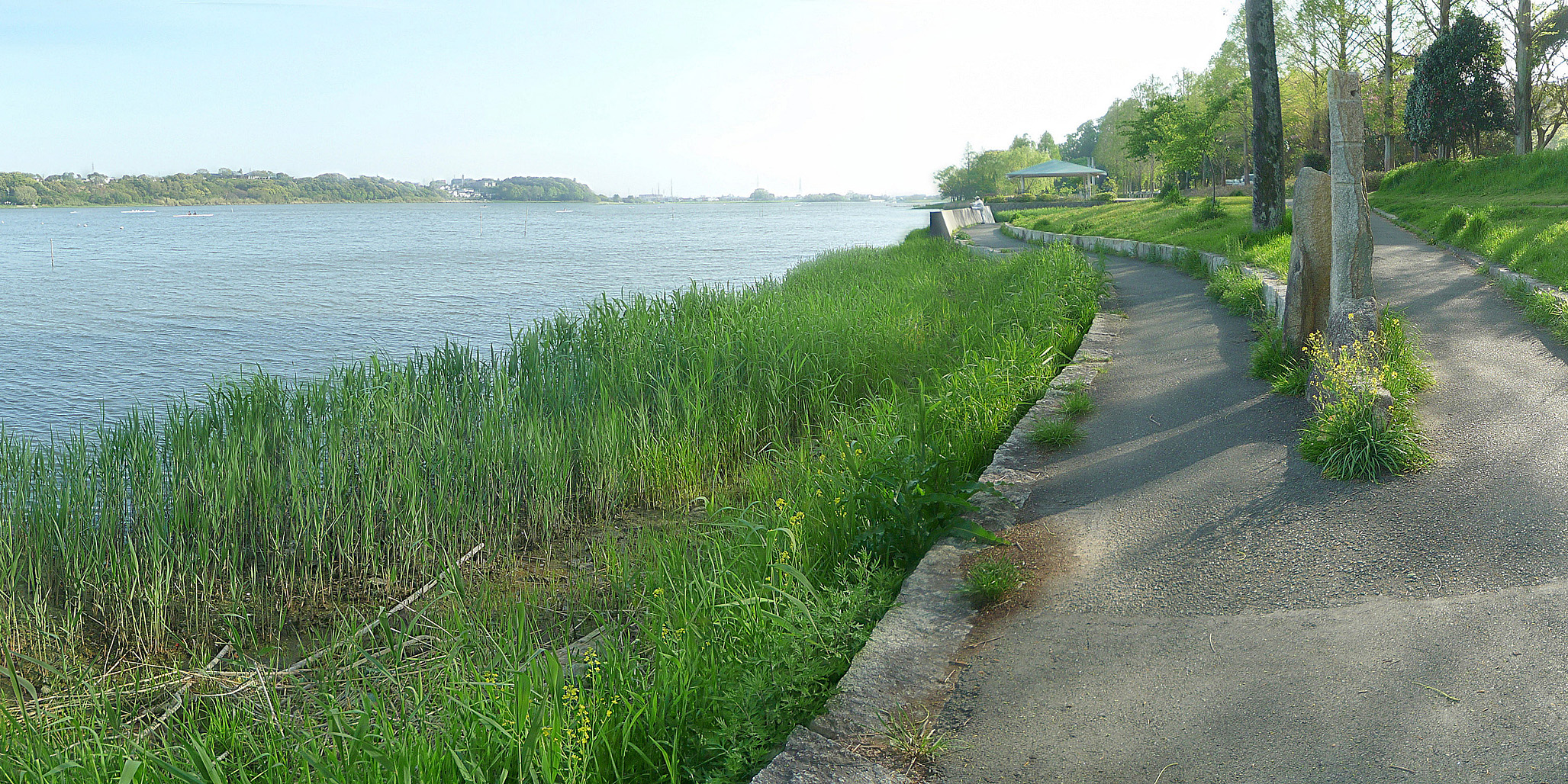
佐鳴湖公園からの眺め（2010年4月）

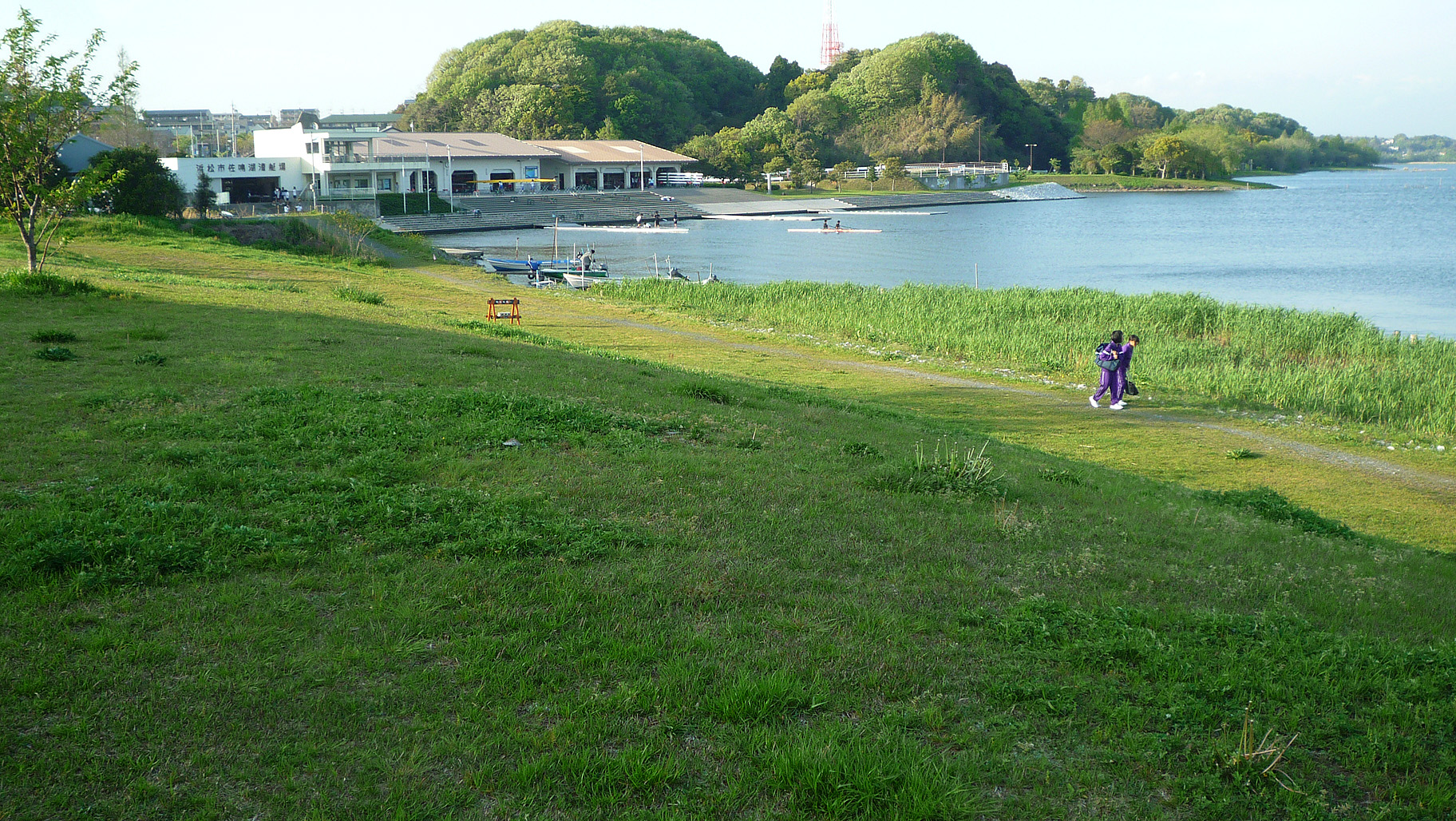
佐鳴湖漕艇場（2010年4月）

佐鳴湖（さなるこ）は、静岡県浜松市中央区に所在する湖。河川法上は、浜名湖と同様に二級河川都田川水系に属する。

## 歴史
約2000年前の縄文時代後期あたりから、浜名湖とともに海から徐々に切り離されて出来上がった自然湖。成立後は淡水化していったが、新川によって浜名湖とつながっているために、1498年（明応7年）に起きた明応地震や度重なる暴風雨によって浜名湖と遠州灘を隔てていた箇所が決壊して浜名湖が汽水化したのに伴い、満潮時にわずかだが海水が流入してくるようになり、淡水で生息する魚の他に汽水性の魚も見られる珍しい湖となった。
最近では浜名湖の塩水化の進行にともない塩分濃度が上昇し、1%を超えることもある。
人間の生活面では、蜆塚遺跡に見られるように縄文時代から貝の採集や漁業が行われ、1901年(明治34年）に漁業協同組合が設立された頃は、主にウナギ漁を行なう50人ほどの漁師がいた。1952年ごろには200人以上が従事しており、現在でも南岸の入野漁協を中心に湖面漁業が行なわれている。
2000年、佐鳴湖西岸から東神田川に合流する新川放水路が完成し、流出河川が追加された。

## 地理
湖は中央区に位置する。水深は浅く、平均で約2m、最大でも2.5mほどである。流入河川は段子川と新川(西川)、および御前谷排水路がある。流出河川は新川と旧新川で、共に浜名湖に接続している。

## 生物相
佐鳴湖に生息する主な種は以下の通りである。総魚種は約90種を数える。
- 淡水魚：ギンブナ、オイカワ、アユ、コイ、ニホンウナギ、ハクレン，ニゴイ，ミナミメダカ、ヌマチチブ
- 汽水魚：ボラ、スズキ、マハゼ、ウロハゼ、カワアナゴ、コノシロ、サッパ、ヒイラギ、キチヌ、クロダイ、カライワシ
- 甲殻類：モクズガニ、ガザミ類、テナガエビ、ミナミテナガエビ、スジエビ、ニホンイサザアミ、端脚類（ヨコエビ類）、フナムシ類、フジツボ類：比較的大型のもののみ記載

2007年度には、イシカワシラウオ、アカエイ、シマフグ、ハオコゼ，2015年度にはチワラスボなども見られた。ときおり大量のニホンイサザアミが発生することがあり，夜間にボラやハゼ類，エビ類が盛んに捕食する光景が見られる。湖内生物の重要な餌となっているようで，このような年にはマハゼやニホンウナギの漁獲が多い。2014年あたりからはこれらの不漁が続いているが，ニホンイサザアミの発生量と相間がある可能性が大きい。また，密放流によるものか、外来種のオオクチバスやブルーギルの侵入もあるが、湖水が塩分を含むため、河川流入部などの淡水域や園路沿いの池などにしかみられない。

## 外来種問題
水生生物として目立つものに，ミシシッピアカミミガメ（湖内外），クサガメ（湖内外）、ブルーギル（湖外の池、特定外来種），オオクチバス（湖外の池、特定外来種），ウシガエル（湖外の池、特定外来種），アメリカザリガニ(湖外の池），カムルチー（湖内），ハクレン（湖内），カダヤシ（淡水域、特定外来種）、アフリカツメガエル（主に下流域），タイワンシジミ（種名同定は仮：主に淡水域）、植物としては、オオフサモ（湖外の池、特定外来種）、アレチウリ（特定外来種）、オオブタクサなどがある。

## 水質汚濁問題
昭和30年代の後半頃から急激に水質汚濁が進み、湖水の栄養塩濃度が、一年の大部分で富栄養化レベルを遥かに超えるような状態となった。水質や周辺環境は悪化し、かつてはアオコが大量発生・腐敗し、水は濁って異臭を放ち、さらには死んだ魚が岸に打ち上げられている光景がしばしば見られた。
このような事態を重く受け止めた静岡県や浜松市は、佐鳴湖の水質改善のために調査や対策を行ってきた。県の事業ではヘドロ（屁泥）の底泥浚渫による除去を、市および県の事業としては上流域の下水道整備などの対策を行った。こうした対策は一定の成果はあったものの、佐鳴湖特有の性質(後述)も災いし、1999年（平成11年度）以降に年平均COD値（Mn法）が11mg/Lから12mg/Lとほぼ横ばいとなるなど、水質改善の決め手とはならなかった。
そして、環境省が発表した2001年度の全国の湖沼の水質調査結果（公共用水域水質測定結果）では、水の汚濁度を示すCOD（化学的酸素要求量）の年平均値が、2000年度まで全国ワースト1位であった手賀沼（千葉県）を抜き、全国ワースト1位となった。東海地方では、油ヶ淵（愛知県碧南市・安城市）と並んで汚い湖沼とされた。
しかし、その後も流域の下水道普及事業とともに、直接浄化施設の建設や湖岸におけるヨシの植栽など新たな水質改善対策（ただし、下水道整備以外の事業のCOD改善効果は不明）を継続的に取り入れていった結果、水質は改善し2007年度の年平均COD値は9.3mg/Lとなり、全国ワースト1位から抜け出すこととなった。さらに、2009年度には7.6mg/Lとなり、全国ワースト5位以内から抜け出すことができた。
なお、2009年（平成17年度）時点のCOD値は、環境省の定める環境基準（湖沼Bの佐鳴湖は5mg/L以下）と比較して依然として高水準であるため、引き続き、水質改善のための対策が行われている。
汚濁度の高い湖ではあるが重金属や有毒化学物質などのいわゆる有害物質が高濃度で存在するというデータはない。現時点で遊泳や飲用には適さないが、魚介類を採取して食すことで問題は起きていない。

### 水質汚濁の原因
汚濁の原因としては、周辺地域の急激かつ過剰な開発により湧水量が減少し，生活排水や事業系排水が増大したことが挙げられる。流域の開発事業はいまだに行われており，流域の台地法面に残された貴重な緑地はなお減り続けている。また，天竜川水系からの三方原用水による利水で三方原台地での農業が盛んとなり農業排水などの負荷が急速に増大したことが挙げられる。それらの排水に含まれる窒素（硝酸イオン）やリン（リン酸イオン）を栄養源にして、植物プランクトンが異常繁殖する。周辺湧水は比較的高濃度の硝酸イオンを含んでおり，場所によってはNO3-N値で6~7 ppmに達し，農地の施肥量が減少しても濃度が低下する兆しはない。

### COD値の動き
環境省の公共用水域水質測定結果による、近年のCOD値を並べる。
| 調査年度           | COD（mg/L） | 順位        | 備考                                                             |
| ------------------ | ----------- | ----------- | ---------------------------------------------------------------- |
| 1994年（平成6年）  | 13          | ワースト2位 |                                                                  |
| 1995年（平成7年）  | 12          | 同上        | 千葉県の印旛沼と同順位                                           |
| 1996年（平成8年）  | 13          | 同上        | 単独ワースト2位                                                  |
| 1997年（平成9年）  | 11          | 同上        | 印旛沼と同順位                                                   |
| 1998年（平成10年） | 9.7         | ワースト4位 |                                                                  |
| 1999年（平成11年） | 11          | ワースト3位 | 茨城県の牛久沼と同順位                                           |
| 2000年（平成12年） | 12          | ワースト2位 |                                                                  |
| 2001年（平成13年） | 12          | ワースト1位 | 以降2006年まで、ワースト1位を保持                                |
| 2002年（平成14年） | 11          | 同上        |                                                                  |
| 2003年（平成15年） | 12          | 同上        |                                                                  |
| 2004年（平成16年） | 11          | 同上        |                                                                  |
| 2005年（平成17年） | 11          | 同上        |                                                                  |
| 2006年（平成18年） | 11          | 同上        |                                                                  |
| 2007年（平成19年） | 9.3         | ワースト3位 | ワースト1位から脱出（代わって千葉県の印旛沼がワースト1位となる） |
| 2008年（平成20年） | 9.0         | ワースト4位 |                                                                  |
| 2009年（平成21年） | 7.6         |             | ワースト5位以内から脱出                                          |

- COD値は年平均値であり、3桁目は四捨五入している。
- 佐鳴湖は「湖沼B」に分類されるため、CODの環境基準値は5mg/L以下である。
- 記録上の年平均ピーク値は、1972年（昭和47年）の測定で記録された18mg/Lである。

### ヤマトシジミを用いた水質浄化
佐鳴湖には縄文時代からヤマトシジミが生息しており、近くには蜆塚遺跡が残っている。1970年代までは佐鳴湖でシジミ狩りをできるほど多くのヤマトシジミが生息していたが、水質の悪化により絶滅してしまった。ヤマトシジミは水中の懸濁物を取り入れ有機物を濾過し餌とする懸濁物消費者で汽水域の物質循環や水の浄化作用に大きな働きをしている。ヤマトシジミを復活させ、それを活用して佐鳴湖の水質浄化を目指す活動をしている佐鳴湖シジミプロジェクト協議会や高等学校がある。佐鳴湖シジミプロジェクト協議会は、2008年度に木曽川水系から親のヤマトシジミを再導入し、人の手をかけながら増殖試験、育成試験などを行っている。佐鳴湖の東岸に「シジミハウス」というビニールハウスを設置し、湖から取り込んだ水を用いてシジミを育てている。そのシジミを用いた実験によると、シジミは佐鳴湖水の濁度、CODを減少させることができる。

## 佐鳴湖公園
佐鳴湖の周囲の、主に西岸と東岸は『佐鳴湖公園』として整備され、市民の憩いの場となっている。公園は浜松市旧西区と旧中区にまたがる。面積は42.72ha。
1949年（昭和24年）に佐鳴湖の西岸の一部に計画、整備された『根川山公園』が元となり、これが後に計画区域拡大を受けて『佐鳴湖公園』と改称され、東岸側も整備された。その後長期に渡り西岸側と東岸側で分断する形となっていたが、2007年3月21日に北岸が開園、分断されていた西岸と東岸が接続された。将来的には、佐鳴湖を一周できる公園として整備が進められている。
自然環境を売りにした公園でもあり、緑も多く、野鳥の観察スポットとしても名高い。湖という環境である事から、水遊びや釣りを楽しむこともできる。西岸には谷戸の一部を残した『根川湿地』と呼ばれる人工の湿地帯が広がる。
現在の佐鳴湖公園は以前よりもかなり狭くなっている。特に，昭和63年から平成11年度にかけての大規模湖内浚渫土による埋立を行い，親水湖岸整備を行った。現在の湖岸に見られるグリ石は人工的に投入されたものであり，西岸などにはかつての湖岸の名残の構造物が残る。

## 佐鳴湖地域協議会
佐鳴湖の環境改善を目的として，静岡県と浜松市が予算を出し合い2015年度に新たに佐鳴湖地域協議会が発足した。前身は，清流ルネッサンスII佐鳴湖地域協議会。行政が事務局となり，関係市民団体，流域自治会，学識経験者，関連行政部署により構成される。年数回の会議開催とともに，各種浄化対策事業を実施，イベントとして市民参加の水質調査（年4回、2020年度から取りやめ），ヨシ刈り，魚類調査（平成28年度より），佐鳴湖交流会（年1回)などを開催している。令和2年度からの新規事業として、行動の主体を市民に移すための人材育成事業「佐鳴湖プラットフォーム（仮称）」を実施中。

## 見所やイベント
- 公園を中心とした佐鳴湖の周囲は浜松市のサクラの名所として知られ、毎年の花見シーズンには多くの花見客でにぎわう。浜松市漕艇場があり、ボート競技も盛んである。
- 佐鳴湖すぐ沿岸にある根川山は、国土地理院の地形図に掲載された山のうち静岡県一低い山（標高32.0m）である。
- 佐鳴湖の水質浄化事業の一環として、毎年夏には佐鳴湖花火大会が催される。
- 「佐鳴湖里山保全・復元活動」が行われ、平成14年度手づくり郷土賞（地域活動部門）を受賞[12]。

## 参考資料
- 公共用水域の水質測定結果 - 環境省
- 浜松市／佐鳴湖流域 - 浜松市の水環境
- 静岡県／佐鳴湖北岸の整備計画（佐鳴湖とは）
- 静岡県戦略課題研究「快適空間『佐鳴湖』の創造』研究報告書 - 静岡県産業部（平成20年3月）総ページ数580

## 関連人物
- 下位香代子
- 光永康則